# Udo Lampe
Udo Lampe (* 24. August 1934 in Lübeck) ist ein deutscher Sozialarbeiter und emeritierter Hochschullehrer. Er war Rektor der Fachhochschule Kiel.

## Leben
Lampe besuchte in Lübeck die Arndt-Mittelschule. Danach ging er angesichts des Lehrstellenmangels in Lübeck nach Kaiserslautern, wo er an einem Grundausbildungslehrgang für Metallberufe teilnahm, und beendete die Lehre 1955 in Ludwigshafen mit der Gesellenprüfung als Schlosser.
Nach Vorpraktika in einem Fürsorgeerziehungsheim in Schweicheln und in einem Berglehrlingsheim in Dortmund studierte er von 1956 bis 1958 am Sozialpädagogischen Seminar Dortmund. Nach der Staatlichen Prüfung als Wohlfahrtspfleger und Berufspraktika in einem Jugendwohnheim in Ludwigshafen und im Jugendamt Hamm erhielt er 1959 die staatliche Anerkennung als Wohlfahrtspfleger (Sozialarbeiter). Von 1959 bis 1962 leitete er in Bochum eine Betreuungseinrichtung der Arbeiterwohlfahrt für jugendliche Grenzgänger aus der SBZ. Von 1962 bis 1966 war er  stellvertretender Geschäftsführer des Kreisverbandes Düsseldorf der Arbeiterwohlfahrt.
1966 ging er als lehrender Sozialarbeiter an die Landeswohlfahrtschule Schleswig-Holstein (ab 1969 Fachbereich Sozialwesen der Fachhochschule Kiel). Von 1972 bis 1976 studierte er am gemeinsamen Studiengang Erziehungswissenschaft der Pädagogischen Hochschule Kiel und der Universität Kiel und schloss das Studium mit Diplom ab. 1972 legte er der Studienreformkommission für den Fachbereich ein Strukturpapier vor, welches Grundlage für die Neugestaltung des Studienganges wurde. Es sah die Vereinigung der bislang getrennten Studiengänge Sozialarbeit und Sozialpädagogik mit einem gemeinsamen Grundstudium und Differenzierung in Schwerpunkten im Hauptstudium vor. Die Ernennung zum Professor erfolgte 1981.
Von 1977 bis 1982 war er Dekan des Fachbereiches Sozialwesen der FH Kiel. Der Konferenz der Dekane der Fachbereiche Sozialwesen gehörte er zuletzt als Vorsitzender an. Er setzte sich besonders für die Kooperation mit dem Deutschen Verein für öffentliche und private Fürsorge und den kommunalen Spitzenverbänden ein. Dem Hauptausschuss dieses Vereins gehörte er von 1983 bis 1991 an. Von 1984 bis 1993 war er für drei Wahlperioden Rektor der FH Kiel. Die Zeit seines Rektorats war besonders geprägt durch die von ihm besonders betriebene Entscheidung der Hochschule für einen gemeinsamen Campus aller Fachbereiche in Kiel-Dietrichsdorf.
Im Mai 1992 leitete er die deutsch-estnische Hochschulkonferenz in Kiel. Lampe war Stellvertretender Vorsitzender der Fachkommission für die Errichtung einer Fachhochschule in Mecklenburg-Vorpommern. Er übernahm den Vorsitz der Strukturkommission an der neu zu errichtenden Fachhochschule für Technik und Wirtschaft Berlin und wirkte in der Arbeitsgruppe Berufsakademien beim Wissenschaftsrat als Sachverständiger mit.
Im August 1993 erhielt Lampe für seine Verdienste um die Fachhochschulen das Bundesverdienstkreuz am Bande. Er lebt in Schwerin.

## Veröffentlichungen
- Selbstinitiierung sozialer Hilfe. In: C. W. Müller (Hrsg.): Begleitforschung in der Sozialpädagogik. Beltz, Weinheim 1978, ISBN 3-407-51138-8, S. 117–138.
- Zwanzig Jahre Fachhochschulen in Schleswig-Holstein,  Borbyer-Werkstatt-Verlag, Flensburg, um 1969[1]